# Чікало Андрій Богданович
Андрій Богданович Чікало (* 21 січня 1964, Львів — † 4 лютого 2008, США) — радянський та український футболіст. захисник, виступав, зокрема, за «Прикарпаття» (Івано-Франківськ), «Карпати» (Львів), «Газовик-Скалу» (Стрий) і ФК «Львів».

## Життєпис
Починав грати у футбол у СКА (Львів). Перший тренер — Е. Т. Козинкевич.
Виступав за «Політучилище» (Львів) «Прикарпаття» (Івано-Франківськ), «Карпати» (Львів), «Газовик» (Комарно) і ФК «Львів».
Мешкав у Львові, працював у дитячій школі «Рава» (Рава-Руська). Помер 4 лютого 2008 року у США.